# Thoralf Hagen
Thoralf Hagen, född 22 september 1887 i Oslo, död 7 januari 1979 i Oslo, var en norsk roddare.
Hagen blev olympisk bronsmedaljör i fyra med styrman vid sommarspelen 1920 i Antwerpen.